# 施北衡
施北衡（1893年—1961年10月26日）中將，原名機，字伯衡，後改北衡，別名汝福，浙江縉雲人。國民革命軍陸軍第75軍軍長。
民國三十六年（1947年），在原籍浙江省縉雲縣當選為第一屆國民大會代表。

## 生平
施北衡於15歲時被保送進入浙江陸軍小學，1911年畢業後升入南京陸軍第四中學。入學甫3月，遇辛亥革命，遂離校參加革命軍，曾任浙軍排長。後進入保定陸軍軍官軍校就讀，1916年第二期砲科畢業。畢業後至上海參加討袁軍事活動，袁逝世後乃入浙軍第2師，任連附。1919年，赴北京陸軍部任職，同年冬，考入陸軍大學第六期。
1923年，施北衡返浙任軍官教育團教官。1924年至1927年間，任砲兵營營長及中校參謀。後加入北伐，任新編第15師參謀長，第31師副師長。1928年北伐完成後，任中央陸軍軍官學校教官及戰史編纂委員會委員。1932年，任陸軍第18軍參議，後任陸軍第59師參謀長，並以此職位參加江西剿共之役。但該師為共軍圍殲，施北衡與師長陳時驥都被俘。可能是化裝冒充士兵，未暴露身份，不久被共軍釋放 。1934年，任陸軍第18軍參謀長。1936年1月，施北衡晉升少將。
抗戰爆發之後，曾參加淞滬之役，升任第十九集團軍總司令部參謀長。1938年，任武漢衛戍總司令部參謀長，旋改任第九戰區長官部參謀長，參與武漢會戰。1939年8月，晉任中將。1941年，任陸軍第75軍軍長，參加反攻宜昌之役。1942年，升任第二十六集團軍副總司令，後調遠征軍長官部參謀長，駐雲南楚雄。1944年，改任第一戰區長官部總參議。
抗戰勝利後，先後擔任聯勤總部西北補給區司令、漢口第二補給區司令及上海港口司令。在上海港口司令任內，回縉雲參選第一屆國民大會代表，並獲當選。1948年，改任國防部中將部員，之後隨國民政府撤退至台灣，任國防部中將參議，後聘為行政院設計委員。
施中將於1952年10月退役。1961年10月26病逝臺北。

## 註解
1. ↑  參見施北衡 （页面存档备份，存于）－缙云新闻网

## 外部連結
施北衡 （页面存档备份，存于）－缙云新闻网